# Karl Ludwig Sand

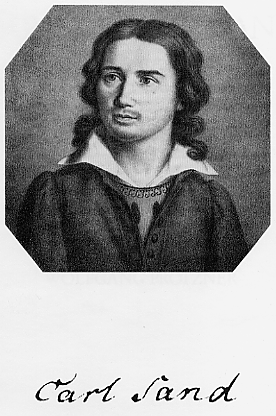
Carl Ludwig Sand

Karl Ludwig Sand, auch Carl Ludwig Sand (* 5. Oktober 1795 in Wunsiedel; † 20. Mai 1820 in Mannheim), war ein radikaler deutscher Burschenschafter und der Mörder August von Kotzebues.

## Leben

### Familie
Karl Ludwig Sand entstammte einer alten Coburger, ursprünglich adeligen Familie, die seit dem 14. Jahrhundert auch in Thüringen nachweisbar ist. Der in Erlangen geborene Vater Gottfried Christoph Sand (1753–1823) wurde 1785 zum Stadtrichter und Landvogt des im Fürstentum Bayreuth gelegenen Wunsiedel berufen. 1791 fiel das Fürstentum an das Königreich Preußen. Im Jahre 1797 wurde Gottfried Christoph Sand Justizrat.
Gottfried Christoph Sand heiratete Dorothea Johanna Wilhelmina Schöpf (1766–1826), die jüngste Tochter des Kammerrats Johann Martin Schöpf (1718–1778), des Begründers der Brandenburg-Schöpfschen Baumwollmanufaktur, eines frühindustriellen Unternehmens von regionaler Bedeutung. Die Familie zählte zum Kreis der örtlichen Honoratioren.

### Jugend
1795 wurde Karl Ludwig Sand als jüngstes von acht Geschwistern geboren, von denen drei früh starben. Ab 1804 besuchte Sand die Lateinschule in Wunsiedel. Er galt als Schüler mit langsamer Auffassungsgabe und beharrlichem Fleiß. Bestimmende Einflüsse seiner Kindheit waren einerseits das kulturell von aufgeklärtem Protestantismus und preußischem Patriotismus geprägte Elternhaus, andererseits das Erlebnis der französischen Besetzung. Im Herbst 1806 wurde das Bayreuther Gebiet (und damit Wunsiedel) im Zuge der Koalitionskriege von französischen Truppen besetzt und 1807 mit dem Frieden von Tilsit an Frankreich abgetreten. Die Einquartierungen und Kontributionen bedeuteten eine erhebliche wirtschaftliche Belastung für die Region. Sands Familie war von den einhergehenden Änderungen auch direkt betroffen, da die französischen Besatzer dem Vater die Pension strichen. Dazu kam die politische und militärische Unsicherheit an der Peripherie des französischen Herrschaftsbereichs.
Ab Ostern 1810 besuchte Sand das Gymnasium in Hof. Er wohnte bei dessen Rektor Georg Heinrich Saalfrank, der der Familie Sand freundschaftlich verbunden war. Nach der Auflassung des Hofer Gymnasiums infolge der Montgelas’schen Reformen folgte er seinem Lehrer an das Gymnasium in Regensburg, das er im September 1814 abschloss.
Zu dieser Zeit war er geprägt durch den aufgeklärten Protestantismus des Elternhauses, der die Rechtfertigung einer Tat allein durch das Gewissen bejaht, durch die mehrfache Lektüre des Deutschen Volkstums des „Turnvaters“ und Nationalisten Friedrich Ludwig Jahn und den Untergang Napoleons 1814 und den Beginn des Wiener Kongresses, von dem man sich zunächst die Verwirklichung deutschnationaler Ideen versprach. Nach dem Abitur unternahm er eine Reise in die Schweiz, fand jedoch zu seinem Bedauern in den Bewohnern des Landes keine Ebenbilder von Schillers Tell.

### Studium in Tübingen und Erlangen
Am 27. November 1814 immatrikulierte Sand sich an der Universität Tübingen. Wenige Tage zuvor, am 19. November 1814, war dort das Corps Teutonia gegründet worden. Sand wurde zunächst Fuchs, dann am 22. April 1815 Vollmitglied der Teutonia. Als mit Napoleons Rückkehr aus der Verbannung auf Elba die Herrschaft der Hundert Tage begann, meldete sich Sand freiwillig und marschierte als Kadett des Freiwilligen Jägerkorps des Rezat-Kreises gegen Frankreich. Bevor es zu einer Feindberührung kam, beendete die Schlacht bei Waterloo die kurze Herrschaft Napoleons. Sands Verband blieb einige Zeit als Besatzungstruppe in Auxerre, im Dezember 1815 erfolgte der Heimmarsch und die Auflösung des Verbandes.
Nach seiner Rückkehr setzte Sand sein Studium der Evangelischen Theologie an der Universität Erlangen fort, wo im Gegensatz zu Tübingen noch die traditionalistischen, landsmannschaftlich organisierten Studentenschaften dominierten. Im Juni 1816 wurde Sand Mitglied der Landsmannschaft Franconia, die er von innen reformieren und dem burschenschaftlichen Gedanken zuführen wollte. Nach dem Fehlschlag dieses Plans trat er aus und wurde von Franconia am 18. August 1816 in Verruf erklärt. Daraufhin warb er in Erlangen intensiv für burschenschaftliche Ideen und sammelte einen Kreis von Gleichgesinnten. Mit ihnen gründete er am 27. August 1816 auf deren Versammlungsplatz, einem Rütli genannten Garten auf dem Erlanger Burgberg, die Erlanger Burschenschaft. Wegen ihrer altdeutschen Tracht erhielt sie von ihren Gegnern zum Spott den Namen Teutonia. Sie verschmolz im Dezember 1817 mit der allgemeinen Erlanger Burschenschaft, die heute den Namen Burschenschaft der Bubenreuther führt.

„Diese Teutonia lebte völlig von dem Willen und dem Geiste Sands, der keinen anderen Willen neben sich duldete. Schon sein Ziel war die christlich-deutsche Burschenschaft, aber seine Ideen waren verstiegen, seine Worte schwülstig. Mit Gebet begann und schloß er auch die einfachsten Veranstaltungen der Teutonia […] Mit Engstirnigkeit, ja Verbohrtheit, verfocht er seine Ideen. Er hatte kein Auge für die Wirklichkeit und ihm fehlte die jugendliche Frische […]“

Florian Clöter, Mitgründer der Erlanger Burschenschaft, Sands enger Freund und Hausgenosse beschreibt ihn:

„Die wissenschaftliche Arbeit wurde ihm sehr schwer, seine Auffassungsgabe war beschränkt, das Gedächtnis nahm nur mit Mühe an, schwer oder gar nicht  war mit Gründen dem beizukommen, was er erfaßt zu haben meinte, und er konnte dabei sehr erregt und bitter werden; aber seine Gesinnung war höchst edel, allem Gemeinen und Unreinen war er entschieden abgeneigt, opferbereit für alles Echte und Gute, treu und hingebend dem Freunde.“

Bei den Professoren galt er als fleißiger und vorbildlicher Student und tiefgläubiger Christ. In einem Bericht des akademischen Senats der Erlanger Universität, den die bayerische Staatsregierung am 15. Dezember 1817 wegen des „gefährliche[n] revolutionäre[n] Geist[s]“ der neu gegründeten Burschenschaft angefordert hatte, urteilten die Erlanger Professoren über Sand:

„Dem Carl Sand sind wir das rühmliche Zeugnis schuldig, daß er, während seines Aufenthaltes in Erlangen zu den sittlichsten und musterhaftesten Studierenden gehörend, den Mut hatte, sich durch die Verfolgungen der Landsmannschaften im Guten nicht irre machen zu lassen. Dies ist die einstimmige Ansicht und Überzeugung, wozu wir uns durch eigenhändige Namensunterschrift gemeinschaftlich bekennen und sie Ew. Kgl. Majestät nach Pflicht und Gewissen offen zu Füßen legen.“

Am 17. Juni 1817 hielt er seine Probepredigt in der Erlanger Neustädter Kirche. Am 18. Juni nahm er an einer Feier zur Erinnerung an die Schlacht bei Waterloo teil. Vier Tage später ertrank Sands Freund Georg Friedrich Christoph Dittmar (1795–1817), Bruder des Pädagogen Heinrich Dittmar, vor seinen Augen, was bei Sand eine psychische Krise nach sich zog.

### Wartburgfest
Vom 18. bis zum 19. Oktober 1817 nahm Sand am Wartburgfest in Eisenach teil. Er war Mitglied des Festausschusses und Fahnenbegleiter beim Zug auf die Wartburg. Auf dem Fest verteilte Sand seine wenig beachtete Flugschrift zur Gründung einer „allgemeinen freien Burschenschaft“, die erst 1818 größere Wirkung entfaltete. An der symbolischen Bücherverbrennung auf dem Wartenberg, bei der unter anderem August von Kotzebues Geschichte des deutschen Reichs verbrannt wurde, war Sand beteiligt. Kotzebue wurde nach Veröffentlichung eines ihm gestohlenen herablassenden Berichtes an den russischen Zaren über die patriotische Zeitung Nemesis zum Jahresende 1817 von den Burschenschaftern unterstellt, als russischer Spion gegen Deutschland zu agieren. Der Historiker Wolfgang Behringer sieht in einem verbreiteten Antisemitismus in der Turnerbewegung und bei den Verfechtern des deutschnationalen Einheitsgedankens – er nennt dabei Sands Lehrer Fries – einen zusätzlichen Grund für die Verhasstheit von Kotzebues und den späteren Mord an ihm, da von Kotzebue immer ein Befürworter der völligen Gleichstellung der Juden gewesen war.

### Studium in Jena
Nach dem Wartburgfest setzte Sand sein Studium an der Jenaer Universität fort – er hörte bei Jakob Friedrich Fries, Heinrich Luden und Lorenz Oken. Er wurde Mitglied der 1815 in Jena gegründeten Urburschenschaft und ihres Ausschusses, im Sommersemester 1818 auch des inneren Zirkels, des „engeren Vereins“ und des Vorsteherkollegiums. Kurz nach seiner Ankunft in Jena suchte Sand Johann Wolfgang von Goethe auf mit der Bitte, das alte, zum Abriss anstehende Ballhaus für die Turnübungen der Burschenschafter benutzen zu dürfen, doch ohne Erfolg. Mit Heinrich von Gagern, Heinrich Leo, August Daniel von Binzer, Uwe Jens Lornsen und anderen Burschenschaftern gründete er einen wissenschaftlichen Verein innerhalb der Burschenschaft. Unter dem Einfluss Karl Follens entwickelte sich Sand zum Anhänger der „Unbedingten“, eines Flügels der Burschenschaft, der politischen Mord nicht ausschloss.
Sands auf dem zweiten Burschentag in Jena verbreitetes Flugblatt Teutsche Jugend an die teutsche Menge, zum 18. October 1818 mit einem Ausschnitt aus Follens Großem Lied, in dem dieser Burschenschafter und Volk zum politischen Handeln für deutsche Einheit und Freiheit und gegen die Fürsten aufrief, fand keine Resonanz. Sand galt als guter Fechter, der 25 Mensuren geschlagen haben soll, auf die er sich stets mit Gebeten vorbereitete. Im Herbst 1818 reiste Sand nach Berlin, wo er Friedrich Ludwig Jahn aufsuchte und sein Flugblatt unter den Studenten verteilte.

### Das Attentat

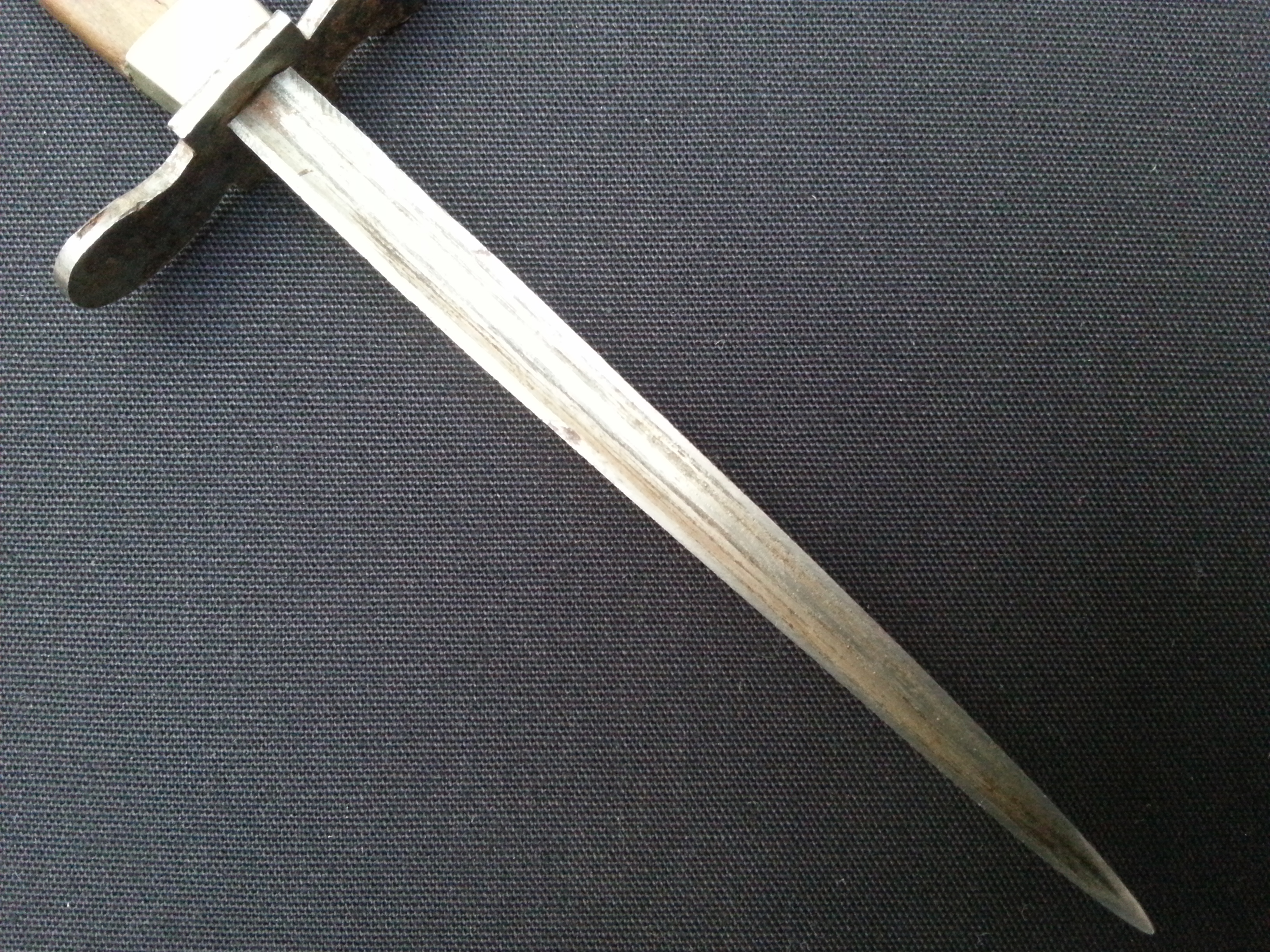
Nach mündlicher Überlieferung die Tatwaffe

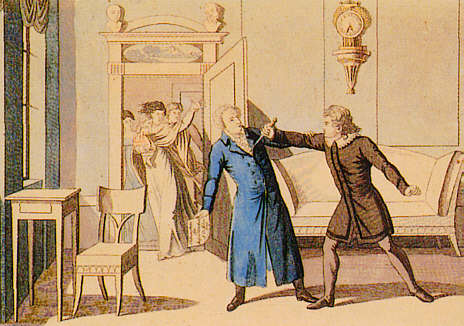
August von Kotzebues Ermordung (Zeitgenössischer kolorierter Kupferstich)

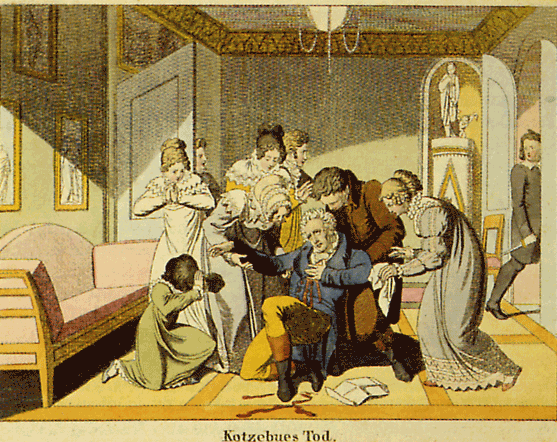
Kotzebues Tod (Zeitgenössischer kolorierter Kupferstich)

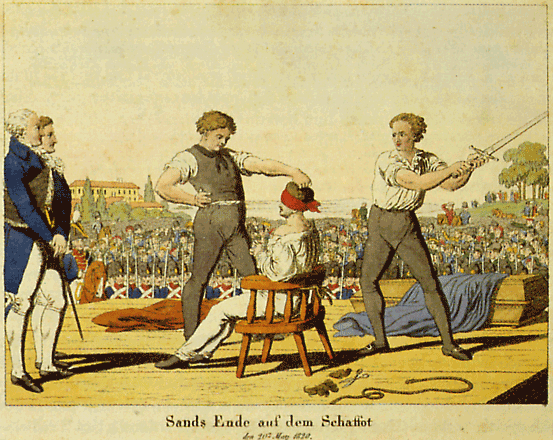
Sands Ende auf dem Schafott (Zeitgenössischer kolorierter Kupferstich)

Die Ermordung Kotzebues erwog Sand schon am 5. Mai 1818 in seinem Tagebuch. Er nannte ihn einen „Landesverräther“ und einen „Verführer der Jugend“, begriff ihn als Feind der Burschenschaft und ihres Ringens um Deutschlands Einigung und Freiheit. Nach dem formalen Austritt aus der Burschenschaft im Februar 1819 reiste Sand nach Mannheim. Er rastete auf der Wartburg, in deren Gästebuch er ein Zitat Theodor Körners schrieb, dessen Gedichte er stets bei sich trug: „Drück dir den Speer ins treue Herz hinein, | Der deutschen Freiheit eine Gasse!“
Am Vormittag des 23. März 1819 suchte Sand unter Verwendung eines kurländischen Aliasnamens („Heinrichs aus Mitau“) August von Kotzebue in dessen Mannheimer Wohnung, Quadrat A 2, 5, auf. Er wurde zunächst abgewiesen und gebeten, am Nachmittag wiederzukommen. Gegen fünf Uhr erschien Sand ein zweites Mal und wurde sogleich vorgelassen. Nachdem nur wenige Worte gewechselt worden waren, zog Sand den verborgenen Dolch und stieß ihn Kotzebue mit den Worten „Hier, du Verräter des Vaterlandes!“ mehrfach in die Brust. An den Folgen dieser Verletzungen starb Kotzebue nach wenigen Minuten. Der vierjährige Sohn des Opfers, Alexander, wurde vom Kinderzimmer aus zufällig Zeuge des Mordes, was Sand aus der Fassung brachte. Statt zu fliehen, stieß er sich einen zweiten Dolch in die Brust, stürzte zur Haustür und übergab an der Tür einem Diener die mitgebrachte Schrift Todesstoß dem August von Kotzebue, zu der er sich auch in seinem Prozess bekannte. Auf der Straße angekommen, versetzte er sich einen weiteren Dolchstoß und verlor das Bewusstsein.
Sein Selbstmordversuch scheiterte jedoch, er wurde noch auf der Straße wiederbelebt und in das Krankenhaus gebracht, wo er sich bald so weit erholte, dass er vernommen werden konnte. Der zweite Dolchstoß hatte jedoch eine tiefe Verletzung der Lunge verursacht, und eine folgende Infektion verhinderte, dass die Wunde sich schloss. Unter anderem wohl deshalb genoss Sand während seiner über einjährigen Untersuchungshaft im Zuchthaus Mannheim zahlreiche Privilegien: Er musste keine Ketten tragen, hatte eine geräumige Zweifensterzelle, und den übrigen Gefangenen wurde sogar befohlen, ihre Ketten während des Hofgangs festzuhalten, damit deren Klirren nicht die Ruhe des Kranken störte. Dieser gab sich auch gegenüber den Aufsehern stets ausgesprochen höflich und machte keinerlei Schwierigkeiten. Seine Tat bereute er nicht. Kotzebue galt ihm als Verräter an der Idee des Sittlichen, Richtigen und Wahren, der den Tod verdient habe. Folglich erschien ihm selbst der politische Mord als eine sittliche und gerechtfertigte Tat. Er stellte sie auf eine Stufe mit historischen Tyrannenmorden. Deshalb verzichtete er auch auf ein Begnadigungsgesuch an den Großherzog.
Das Hofgericht Mannheim verurteilte Sand am 5. Mai 1820 zum Tode durch das Schwert. Von seinen – vermutlichen – Helfern nannte er keinen, besonders deckte er den stark verdächtigten Follen. Die Exekution erfolgte am 20. Mai 1820 durch den Scharfrichter Franz Wilhelm Widmann.

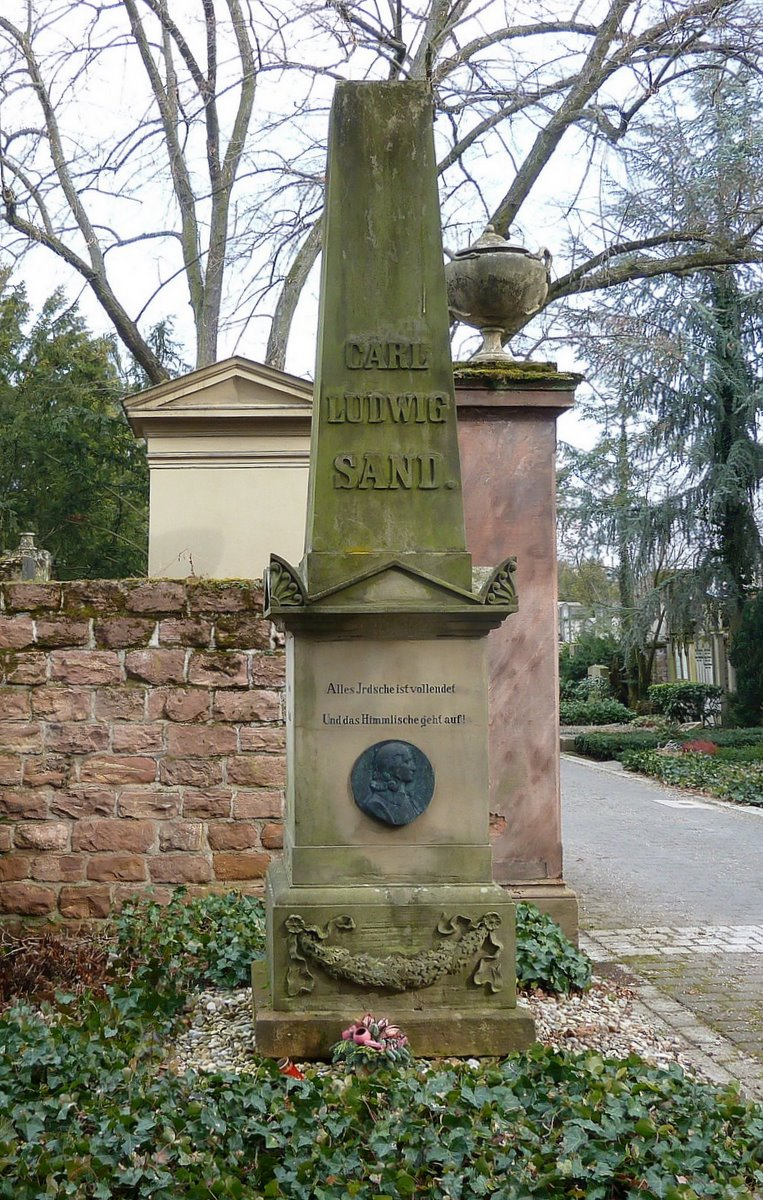
Grab Sands in Mannheim

Sand wurde nach seiner Hinrichtung auf dem Lutherischen Friedhof in Mannheim beigesetzt. Als dieser um 1869 aufgelassen werden sollte, überführte man seine Gebeine in ein von der Bürgerschaft gestiftetes Ehrengrab auf dem Hauptfriedhof.

## Wirkung
Bereits bei seiner Hinrichtung am Heidelberger Tor in Mannheim war Sand ein Symbol für Einheit und Freiheit geworden, die anwesende Volksmenge „schluchzte“ und war „überaus ergriffen“, brachte Blumen und Trauerweiden mit. Taschentücher wurden in Sands Blut getaucht, Locken von seinem Kopf abgeschnitten, Späne vom Schafott abgebrochen (Originale im Archiv der deutschen Burschenschaft). Aus dessen Holz baute der Henker sich in seinem Heidelberger Garten ein Häuschen, in dem bevorzugt die geheime Burschenschaft tagte. Bereits nach kurzer Zeit mussten die Reste abgerissen werden, da Reliquienjäger kaum etwas hatten stehen lassen. Sands Grab wurde ein politischer Wallfahrtsort, dort gewachsene Blätter und Blüten waren überaus beliebt. Im Vormärz erhielt Sand die Qualität eines politischen Heiligen, stieg zum idealisierten Vorkämpfer und zur Identifikationsfigur vor allem im radikaldemokratischen und -nationalen Flügel der Burschenschaft auf.
Zusammen mit den Ausschreitungen und dem Streikversuch Göttinger Studenten im Vorjahr löste das Entsetzen über Sands Tat im konservativen Bürgertum und Adel eine breite Debatte über den Verfall von Disziplin und Moral an den deutschen Universitäten aus. Diese Stimmungen nutzte Metternich, um innerhalb der Bundesversammlung die Karlsbader Beschlüsse durchzusetzen, mit denen er unter anderem, auch im Hinblick auf die Ergebnisse des Aachener Kongresses 1818, die Unterdrückung der liberalen und nationalen Bewegung an den Universitäten bezweckte. Es folgten die Auflösung der Burschenschaften, die Einsetzung der Mainzer Zentraluntersuchungskommission und die erste größere Demagogenverfolgung, wobei der Verweis auf Sand häufig zur Rechtfertigung der Kriminalisierung breiter Kreise des liberalen Bürgertums diente. Als charakteristisch hierfür kann die Entlassung des Berliner Theologieprofessors Wilhelm Martin Leberecht de Wette (1780–1849) gewertet werden, der Sands Mutter einen Trostbrief geschrieben hatte.
Metternichs Instrumentalisierung des Verbrechens für die Ziele der Restauration darf andererseits über dessen Tragweite nicht hinwegtäuschen, handelte es sich dabei doch um eines der ersten politisch-ideologisch motivierten Attentate in Deutschland. Innerhalb der deutschen Nationalbewegung und deren Umfeld wurden dem „Mörder aus Vaterlandsliebe“ (Karl Alexander von Müller) bis in die Gegenwart eine Vielzahl von glorifizierenden Aufsätzen, Gedichten, Flugschriften, Schauspielen, Romanen und bildlichen Darstellungen gewidmet. Drei umfangreichere Sand-Romane völkischer Tendenz (u. a. von Enrica v. Handel-Mazzetti) erschienen im Zeitalter des Kaiserreichs und der Weimarer Republik; Karl Hans Strobl widmete ihm ein Schauspiel. Doch auch von freiheitlich-liberal gesinnten Autoren wie Max Ring oder Ernst Penzoldt wurde die Gestalt Sands immer wieder literarisch verarbeitet; in diese Tradition ist der 1993 erschienene Sand-Roman des Schriftstellers Tilman Röhrig zu stellen. 2018 flocht Karen Duve in ihren Droste-Roman die politischen Ereignisse der Jahre 1819 und 1820 ein und schilderte auch die Hinrichtung Sands.
Außerhalb des deutschen Sprachraums wurden Sand durch Alexander Puschkin (Gedicht Der Dolch, 1821) und Alexandre Dumas (Novelle Karl Ludwig Sand in der Sammlung Crimes célèbres, 1839–1841) bedeutende literarische Denkmäler gesetzt.

## Werke und Material
- Flugschriften (weitere werden ihm zugeschrieben):
  - Gründung einer allgemeinen freien Burschenschaft, 1817
  - Teutsche Jugend an die teutsche Menge, zum 18. October 1818
  - Todesstoß dem August von Kotzebue, 1818/19, posthum veröffentlicht

### Archivalien und Realien
Archivalien und Realien aus dem Nachlass Sands befinden sich in Privatbesitz der Familie Sand in München, in der Karl-Ludwig-Sand-Sammlung (Fichtelgebirgsmuseum) in Wunsiedel sowie im Bundesarchiv Koblenz, Bestd. DB 9: Deutsche Burschenschaft/Gesellschaft für burschenschaftliche Geschichtsforschung e. V. (Burschenschaftliche Historische Kommission), Burschenschafterlisten/Personalia.

### Untersuchungs- und andere Akten
- Geheimes Staatsarchiv Preußischer Kulturbesitz Berlin, I., HA, Rep. 77: Preußisches Innenministerium, Tit. 21, Lit. S und III., HA Ministerium der auswärtigen Angelegenheiten, I, Nr. 8093–8094, Generallandesarchiv Karlsruhe, Bestd. 213/3195, 3514–3521, Bestd. 240/2227–2228, Bestd. 245/142 und Bestd. 314/1693, Hessisches Hauptstaatsarchiv Wiesbaden, Bestd. 210/125550 und Thüringisches Hauptstaatsarchiv Weimar. Die Sand betreffenden Akten im Hessischen Staatsarchiv Darmstadt sind vernichtet.

Die außerordentlich umfangreiche Literatur, Porträts usw., ist erfasst bei:
- Wilhelm Erman, Ewald Horn (Hrsg.): Bibliographie der deutschen Universitäten. Systematisch geordnetes Verzeichnis der bis Ende 1899 gedruckten Bücher und Aufsätze über das deutsche Universitätswesen. 3 Bände, Leipzig, Berlin 1904 und 1905 (Nachdruck Hildesheim 1965, Mikrofiche-Ausgabe 1993), hier 1, Nr. 14502–14587
- Hermann Sand: Bibliographie über Carl Ludwig Sand. In: Einst und Jetzt. Jahrbuch des Vereins für corpsstudentische Geschichtsforschung. 16/1971, S. 225–234.
- Ernst Wilhelm Wreden: Literatur zur Geschichte der Burschenschaft und des deutschen Studententums VIII: Quellen und Darstellungen zur Ermordung August von Kotzebues durch Karl Ludwig Sand und den Folgen. Eine Bibliographie der wichtigsten gedruckten Quellen und Darstellungen. In: Horst Bernhardi, Ernst Wilhelm Wreden (Hrsg.): Jahresgabe der Gesellschaft für burschenschaftliche Geschichtsforschung 1975. o. O. o. J. (1975), S. 18–26.
- Helge Dvorak: Biographisches Lexikon der Deutschen Burschenschaft. Band I: Politiker. Teilband 5: R–S. Winter, Heidelberg 2002, ISBN 3-8253-1256-9, S. 162–166.

### Sand-Romane usw. (Auswahl)
- Alexandre Dumas: Karl Sand. Historische Skizze. Aus dem Franz. von E. W. Als Suppl. zu A. Dumas’ sämmtl. Schriften, Leipzig 1847 – Die Novelle in englischer Übersetzung im Project Gutenberg.
- Max Ring: Sand. In: Die Gartenlaube. Heft 6–9, 1859 (Volltext [Wikisource]).
- Max Ring: Carl Sand und seine Freunde. Berlin 1873 (Roman aus der Zeit der alten Burschenschaft).
- Paul Schreckenbach: Eiserne Jugend. Ein Burschenschaftsroman aus Jena. Leipzig 1921 [dazu: Christiane Meißner: Paul Schreckenbachs Burschenschaftsroman „Eiserne Jugend“. Ein Beitrag zur Rezeption der frühen Einheits- und Freiheitsbewegung in der Populärliteratur um 1900. Staatsexamensarbeit (1. Staatsprüfung für das Lehramt an Gymnasien, Fach: Geschichte) Jena 2003/04].
- Enrica von Handel-Mazzetti: Das Rosenwunder. 3 Bände, Kempten, München 1924–1926, 2. Aufl. 1934 unter dem Titel „Sand-Trilogie“.
- Hans Schoenfeld: Karl Ludwig Sand. Berlin 1926.
- Tilman Röhrig: Sand oder der Freiheit eine Gasse. Bergisch Gladbach 1993.
- Tilman Röhrig: Funke der Freiheit. Bergisch Gladbach 1998.
- Walter Laufenberg: Hotel Pfälzer Hof. Ubstadt-Weiher 2006.

### Verfilmungen
- 1964: Karl Sand – Buch: Theodor Schübel, Regie: Franz Peter Wirth. Mit Gerd Baltus (Karl Sand), Ernst Jacobi (Asmis), Hartmut Reck (Döring), Sigurd Fitzek (Kaiser), Wolfgang Koch (Rödiger), Karl-Michael Vogler (Follen), Dagmar Altrichter (Madame Jäger), Peter Lühr (Staatsrat von Hohenhorst), Konrad Georg (Staatsrat von Kamptz), Hans Karl Friedrich (Hofrat Döring), Hanns Ernst Jäger (Weitzel), Max Mairich (Jagemann), Hans Cossy (Pfarrer Karbach), Herbert Tiede (Advokat Rüttger), Herbert Hübner (Exzellenz)
- 1971: Sand – Buch: Tankred Dorst, Regie: Peter Palitzsch. Mit Malte Jaeger (Kotzebue), Valentin Jeker (Karl Sand)
- 2009: Die Unbedingten – Buch und Regie: Andreas Jaschke. Mit Christian Näthe (Karl Sand), Falk Rockstroh (Kotzebue)[19]